# Trespaderne
Trespaderne község Spanyolországban, Burgos tartományban. Trespaderne Cillaperlata községgel határos. Lakosainak száma 713 fő (2024).

## Népesség
A település népessége az utóbbi években az alábbiak szerint változott:
| Lakosok száma | 1037 | 1049 | 1067 | 1131 | 1070 | 909  | 862  | 783  | 757  | 713  |
|               | 2001 | 2004 | 2006 | 2009 | 2011 | 2014 | 2016 | 2019 | 2021 | 2024 |